# Alexis Lecaye
Alexis Lecaye (* 22. August 1951 in Alexandria) ist ein französischer Schriftsteller und Drehbuchautor, der in Frankreich vor allem für die Krimiserie Julie Lescaut bekannt ist. Einen Teil seiner Werke hat er unter dem Pseudonym Alexandre Terrel veröffentlicht.

## Leben und Werk
Lecaye wuchs im Libanon und Frankreich auf. Nach einem Geschichtsstudium arbeitete er zunächst als Drehbuchautor für einige französische Kinofilme und später auch für das französische Fernsehen. Ein großes Publikum erreicht er dort seit 1992 mit der Fernsehserie über die Polizeikommissarin Julie Lescaut, deren Figur auf eine Romanvorlage von ihm zurückgeht.
Neben seiner Arbeit für Film und Fernsehen veröffentlichte Lecaye seit 1980 auch mehrere Romane, die in so unterschiedlichen Bereichen wie der Kriminalliteratur, der Science-Fiction-Literatur und der Kinder- und Jugendliteratur angesiedelt sind. Ein Teil der Bücher wurde ins Deutsche übersetzt, darunter seine Krimireihe über den Kommissar Martin.
Für seinen Kriminalroman Le Témoin est à la noce wurde er 1984 mit dem Prix du Roman d’Aventures ausgezeichnet.

## Werke (Auswahl)
Kommissar-Martin-Reihe
- 2002: Dame de Cœur

→ dt.: Herz Dame. BLT, Bergisch Gladbach 2006
- 2005: Dame de Pique

→ dt.: Pik Dame. BLT, Bergisch Gladbach 2007
- 2007: Dame de Carreau

→ dt.: Chanson des Todes. Bastei Lübbe, Köln 2010
andere
- 1984: Le Témoin est à la noce (als Alexandre Terrel)
- 1989: Einstein et Sherlock Holmes

→ dt.: Einstein & Sherlock Holmes. Krüger, Frankfurt am Main 1990
- 1992: Julie Lescaut